# Smögen

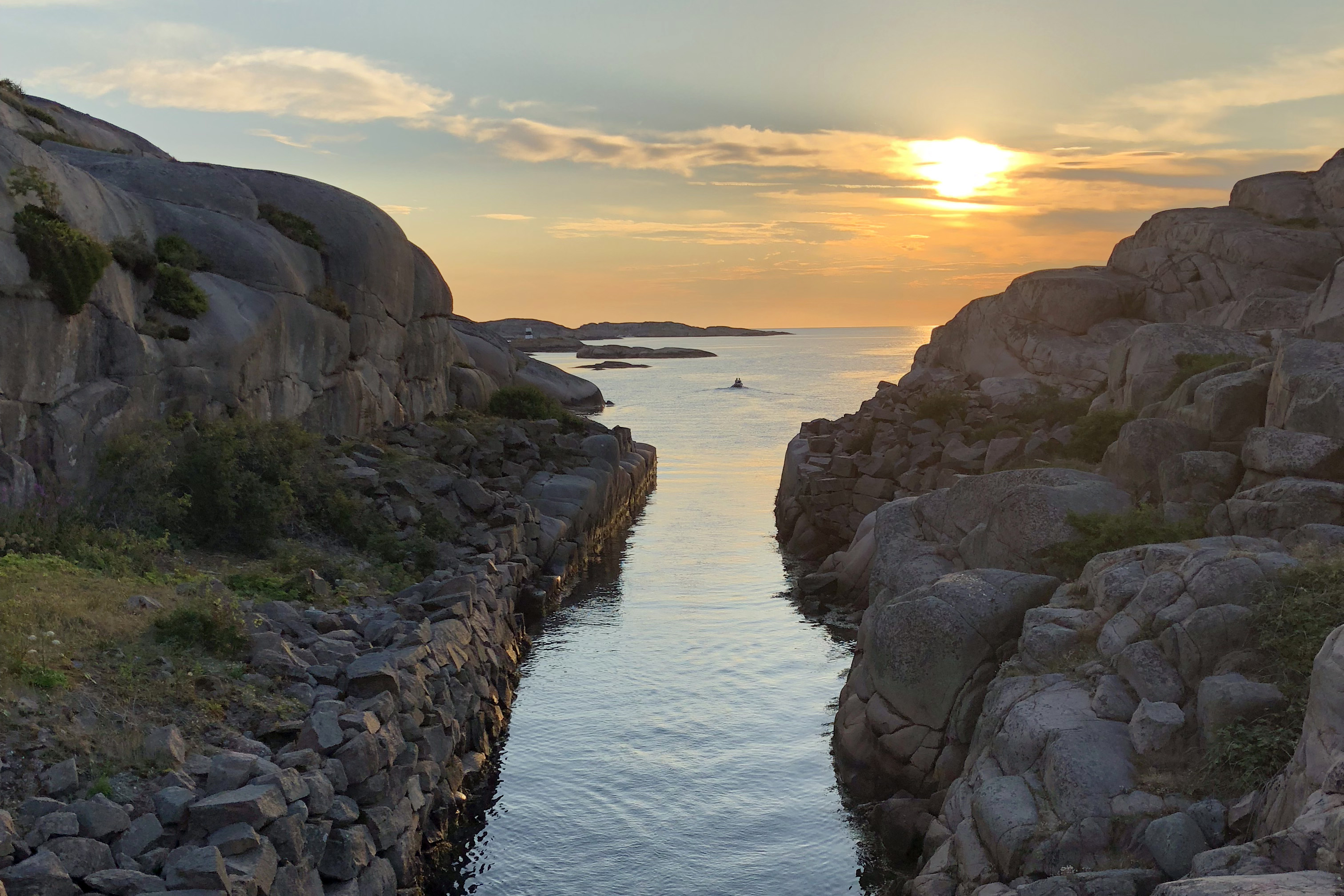
Den lilla kanalen "Smyghålet" längst in i Smögens hamn, som tros vara grunden till namnet Smögen.

Smögen är en ö och en ort i Sotenäs kommun, Västra Götalands län. På Smögen ligger Smögenbryggan, som varje år lockar tusentals turister. I närheten ligger även Hållö fyr på grannön Hållö. Bebyggelsen avgränsades av SCB mellan 1960 och 2020 till en tätort för att 2020 ses som sammanväxt med tätorten Kungshamn som därefter av SCB benämns Smögen, Kungshamn och Väjern. 

## Historia
Smögen nämns för första gången i slutet av 1500-talet. Vid mitten av 1600-talet bosatte sig människor på Hasselön och under åren har det samhället vuxit samman med Smögen.
Namnet på samhället har varit olika under åren, bland annat "Smögit", "Smöenn", "Smöget" och "Smygesund". Namnet är förmodligen kopplat till det så kallade Smyghålet, det trånga sundet mellan Smögenön och ön Kleven söder om huvudön. Det fornsvenska smugha (smyghål) eller fornisländska smuga kan vara ursprung till namnet.
På Smögen finns en Smögens lotsutkik, som uppfördes 1878. År 1935 var man tvungen att bygga om den eftersom nybyggda bostadshus runt omkring kommit att skymma sikten mot havet. Byggnaden står alltjämt kvar även om lotsstationen inte är bemannad sedan 1969 då verksamheten flyttade till Lysekil. Nuvarande verksamhet ligger vid Fiskebäcksvik i Brofjorden.
Smögenbaden var en dansrestaurang som låg längst ut på Smögenön, med utsikt vida omkring. Restaurangen byggdes 1933 av tre privatpersoner som ville skapa en konkurrent till det då dominerande Smögens Hafvsbad. Med tiden blev Smögenbaden en populär restaurang och ett känt dansställe, inte bara i Sverige utan även utomlands. 1998 brann Smögenbaden i en våldsam brand som på grund av det från havet utsatta läget med kraftig vind, hotade kringliggande byggnader.
Smögen var en ort i Kungshamns socken och ingick efter kommunreformen 1862 i Kungshamns landskommun (Gravarne landskommun). I denna inrättades 14 september 1894 Smögens municipalsamhälle och Hasselösunds municipalsamhälle (för bebyggelsen på Hasselön). Ur landskommunen utbröts en del 1924 och bildade Smögens landskommun som municipalsamhällena sedan tillhörde innan de 31 december 1953 upplöstes. Smögens församling bildades även den 1924 genom en utbrytning ur Kungshamns församling.

### Befolkningsutveckling
| Befolkningsutvecklingen i Smögen 1900–2015                                           | Befolkningsutvecklingen i Smögen 1900–2015 | Befolkningsutvecklingen i Smögen 1900–2015 | Befolkningsutvecklingen i Smögen 1900–2015 | Befolkningsutvecklingen i Smögen 1900–2015 |
| ------------------------------------------------------------------------------------ | ------------------------------------------ | ------------------------------------------ | ------------------------------------------ | ------------------------------------------ |
|                                                                                      |                                            |                                            |                                            |                                            |
| År                                                                                   |                                            |                                            | Folkmängd                                  | Areal (ha)                                 |
| 1900                                                                                 | 1900                                       |                                            | 1 113                                      | †                                          |
| 1960                                                                                 | 1960                                       |                                            | 1 307                                      |                                            |
| 1965                                                                                 | 1965                                       |                                            | 1 369                                      |                                            |
| 1970                                                                                 | 1970                                       |                                            | 1 375                                      |                                            |
| 1975                                                                                 | 1975                                       |                                            | 1 537                                      |                                            |
| 1980                                                                                 | 1980                                       |                                            | 1 588                                      |                                            |
| 1990                                                                                 | 1990                                       |                                            | 1 662                                      | 97                                         |
| 1995                                                                                 | 1995                                       |                                            | 1 604                                      | 103                                        |
| 2000                                                                                 | 2000                                       |                                            | 1 514                                      | 104                                        |
| 2005                                                                                 | 2005                                       |                                            | 1 437                                      | 104                                        |
| 2010                                                                                 | 2010                                       |                                            | 1 329                                      | 105                                        |
| 2015                                                                                 | 2015                                       |                                            | 1 292                                      | 115                                        |
| Anm.: Sammanvuxen med Hasselösund 1975 † Befolkning runt ett municipalsamhälle 1900. |                                            |                                            |                                            |                                            |

| Befolkningsutvecklingen i Hasselösund 1900–1970                                | Befolkningsutvecklingen i Hasselösund 1900–1970 | Befolkningsutvecklingen i Hasselösund 1900–1970 | Befolkningsutvecklingen i Hasselösund 1900–1970 | Befolkningsutvecklingen i Hasselösund 1900–1970 |
| ------------------------------------------------------------------------------ | ----------------------------------------------- | ----------------------------------------------- | ----------------------------------------------- | ----------------------------------------------- |
|                                                                                |                                                 |                                                 |                                                 |                                                 |
| År                                                                             |                                                 |                                                 | Folkmängd                                       |                                                 |
| 1900                                                                           | 1900                                            |                                                 | 169                                             | †                                               |
| 1960                                                                           | 1960                                            |                                                 | 364                                             |                                                 |
| 1965                                                                           | 1965                                            |                                                 | 262                                             |                                                 |
| 1970                                                                           | 1970                                            |                                                 | 253                                             |                                                 |
| Anm.: En del av Smögen från 1975 † Befolkning runt ett municipalsamhälle 1900. |                                                 |                                                 |                                                 |                                                 |

## Samhället

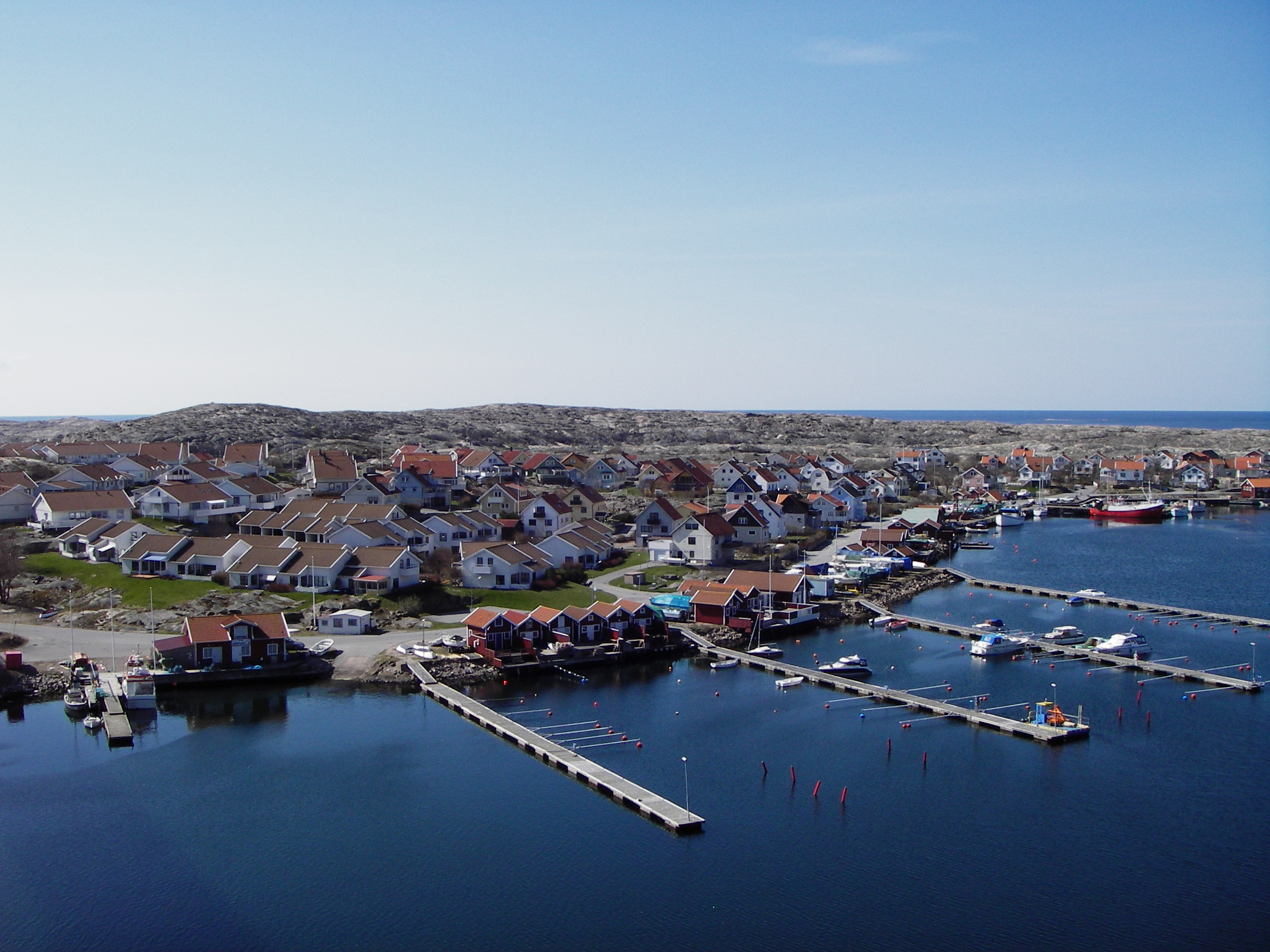
Vy över Hasselösund från Smögenbron.

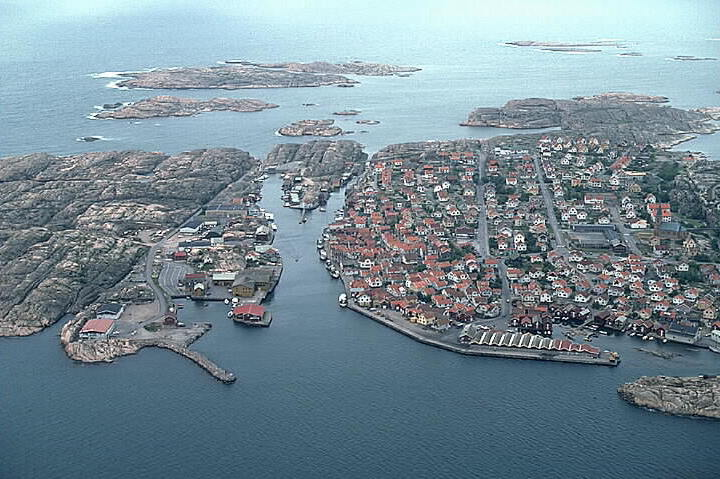
Flygfoto över Smögen från 1990.

Hasselön utgör den nordöstra delen av Smögen. Smögenbrons fäste på Smögensidan finns på Hasselön, som domineras av bostadsområden och strövområden, men det finns också fiskebodar, ett område med affärer och tennishall. Huvudvägen klyver Hasselön i två delar; Hasselösund och Kalvbogen.
På 1970-talet när allt fler flyttade till Smögen, bestämde sig Smögens kommunfullmäktige att man skulle bygga hus på Kalvbogen, en bergig udde som då var helt täckt av mossa. Runt år 1975 kom bygget igång på fullt allvar, och några år senare var Kalvbogen färdigt att bosätta sig på. Vid kraftiga vintrar kunde smögarna gå över isen till Kungshamn, via Kalvbogen.
Smögen är känt för sin långa träbrygga, Smögenbryggan (cirka 600 meter), fylld med affärer i fiskebodar, som är mycket välbesökt under sommaren. Under sommartid finns här fast färjeförbindelse till Kungshamn med Zitabåtarna och till Hållö med Hållöfärjan. Sedan 1970 är dock Smögen förbundet med fastlandet med Smögenbron.
Sedan 2002 finns Sjöräddningssällskapets Räddningsstation Smögen på Nordmanshuvudet och varje år arrangeras Sjöräddningens dag i mitten av juli.
På Smögen finns idrottsplatsen Havsvallen, som används som hemmaarena för fotbollsklubben Smögens IF. Även mikrobryggeriet Smögenbryggarn (som anspelar på Smögenbryggan) ligger på ön.
Sedan 1960-talet är öns högsta punkt Smögens vattentorn, som ligger högst upp på Glommeberget.

## Klimat
Väderinformationen nedan kommer ifrån Hållö, en ö som ligger två kilometer från Smögen.

### Temperatur
| Medeltemperatur (°C) | Jan   | Feb   | Mar  | Apr | Maj   | Jun  | Jul  | Aug   | Sep   | Okt  | Nov  | Dec   | Åm   |
| -------------------- | ----- | ----- | ---- | --- | ----- | ---- | ---- | ----- | ----- | ---- | ---- | ----- | ---- |
| 2005                 | ---   | ---   | ---  | --- | ---   | ---  | 18,2 | 16,5  | 14,8  | 11,0 | 7,4  | 2,9   | ---  |
| 2006                 | -0,6  | -0,6  | -2,0 | 5,2 | 11,6* | 14,5 | 19,5 | 18,5  | 16,6  | 12,8 | 9,1  | 8,3   | 9,4  |
| 2007                 | 5,2   | 1,3   | 7,0  | 9,5 | 12,6  | 17,8 | 17,3 | 19,7* | 14,1  | 9,8  | 5,4  | 3,9   | 10,3 |
| 2008                 | 3,7   | 4,2   | 2,8  | 7,1 | 12,3  | 15,1 | 18,0 | 17,0* | 13,2* | 10,6 | 6,1  | 2,7   | 9,4  |
| 2009                 | 1,4*  | 1,0   | 2,9  | 8,2 | 11,4  | 14,9 | 17,4 | 17,0  | 14,8  | 7,7  | 6,5  | -0,2  | 8,6  |
| 2010                 | -5,7* | -4,2  | 1,6* | 6,1 | 10,3  | 14,1 | 17,5 | 16,9  | 13,0  | 8,7  | 1,7  | -5,3* | 6,2  |
| 2011                 | 0,1   | -2,0  | 1,9  | 7,8 | 10,9  | 14,7 | 17,9 | 17,0  | 14,4  | 10,7 | 7,4* | 5,2   | 8,8  |
| 2012                 | 1,8   | -0,5* | 4,8  | 5,8 | 11,8  | 13,1 | 16,4 | 17,0  | 13,2  | 9,0  | 6,3  | -2,2* | 8,0  |
| 2013                 | -1,1  | -1,2  | -0,8 | 4,6 | 12,2  | 14,5 | 17,5 | 17,4  | 14,0  | 10,4 | 7,0  | 6,1   | 8,4  |
| 2014                 | 0,4   | 3,0   | 5,3  | 8,2 | 11,6  | 15,7 | 20,1 | 17,1  | 14,9  | 11,6 | 6,9  | 4,0   | 9,9  |
| 2015                 | 3,9*  | 3,2*  | 4,6  | 7,2 | 9,7   | 13,3 | 15,7 | 17,8  | 14,5  | 10,1 | 8,0  | 6,6   | 9,0  |
| 2016                 | -1,0  | 2,2   | 3,8  | 6,8 | 12,6  | 16,7 | 17,2 | 16,5  | 16,7  | 8,7  | 4,6  |       |      |

### Nederbörd
| Nederbörd (mm) | Jan  | Feb  | Mar   | Apr  | Maj   | Jun  | Jul   | Aug   | Sep   | Okt   | Nov   | Dec   | Åm   |
| -------------- | ---- | ---- | ----- | ---- | ----- | ---- | ----- | ----- | ----- | ----- | ----- | ----- | ---- |
| 2005           | ---  | ---  | ---   | ---  | ---   | ---  | 43,8  | 42,2  | 15,2  | 29,0  | 32,2  | 12,2  | ---  |
| 2006           | 3,4  | 2,0  | 6,2   | 19,8 | 11,8* | 23,6 | 13,6  | 32,2  | 19,0  | 45,2  | 25,6  | 16,7  | 16,8 |
| 2007           | 17,2 | 0,8  | 8,4   | 4,8  | 18,2  | 53,2 | 53,8  | 13,2* | 14,8  | 7,6   | 14,4  | 30,8  | 19,8 |
| 2008           | 38,2 | 14,0 | 14,6  | 18,0 | 5,4   | 10,8 | 15,2  | 36,0* | 26,6* | 34,0  | 34,8  | 9,6   | 21,4 |
| 2009           | 4,2* | 4,0  | 7,2   | 6,4  | 22,2  | 31,8 | 109,2 | 36,9  | 16,0  | 28,6  | 48,2  | 21,2  | 28,0 |
| 2010           | 0,0* | 8,0  | 14,0* | 9,8  | 10,2  | 20,0 | 59,0  | 55,8  | 31,4  | 23,8  | 23,6  | 5,6*  | 21,8 |
| 2011           | 6,4  | 9,8  | 7,4   | 16,2 | 17,6  | 27,4 | 38,6  | 61,2  | 44,6  | 14,4  | 10,8* | 37,0  | 24,3 |
| 2012           | 23,8 | 5,8* | 1,2   | 28,4 | 23,2  | 36,0 | 20,4  | 16,2  | 48,2  | 39,6  | 27,2  | 10,8* | 23,4 |
| 2013           | 7,4  | 2,4  | 0,0   | 12,4 | 26,6  | 35,6 | 12,2  | 18,0  | 34,2  | 52,8  | 26,6  | 31,0  | 21,6 |
| 2014           | 16,0 | 27,3 | 8,4   | 28,6 | 26,0  | 13,8 | 18,0  | 49,8  | 19,0  | 105,0 | 26,2  | 25,2  | 30,3 |
| 2015           | 33,8 | 11,0 | 13,2  | 15,2 | 31,8  | 20,4 | 33,6  | 40,2  | 71,4  | 0,8   | 39,2  | 18,2  | 27,4 |
| 2016           | 11,0 | 8,6  | 11,2  | 28,8 | 14,8  | 34,4 | 36,6  | 24,0  | 15,6  | 8,2   | 18,8  |       |      |

"Åm" står för årsmedel
* För maj 2006 saknas datumen 22, 26 samt 27. För augusti 2007 saknas datumen 28-31. För augusti 2008 saknas datumet 27. För september 2008 saknas datumen 29-30. För januari 2009 saknas datumen 30-31. För januari 2010 saknas datumen 20, 21 samt 27. För mars 2010 saknas datumet 11. För december 2010 saknas datumen 30-31. För november 2011 saknas datumet 30. För februari 2012 saknas datumet 29. För december 2012 saknas datumet 31. För januari 2015 saknas temperaturdata för datumen 15-19 och 26-31. För februari 2015 saknas temperaturdata för datumen 3-6.
Källa: Utpost Hållö, förening som driver en väderstation på Hållö.

## Galleri

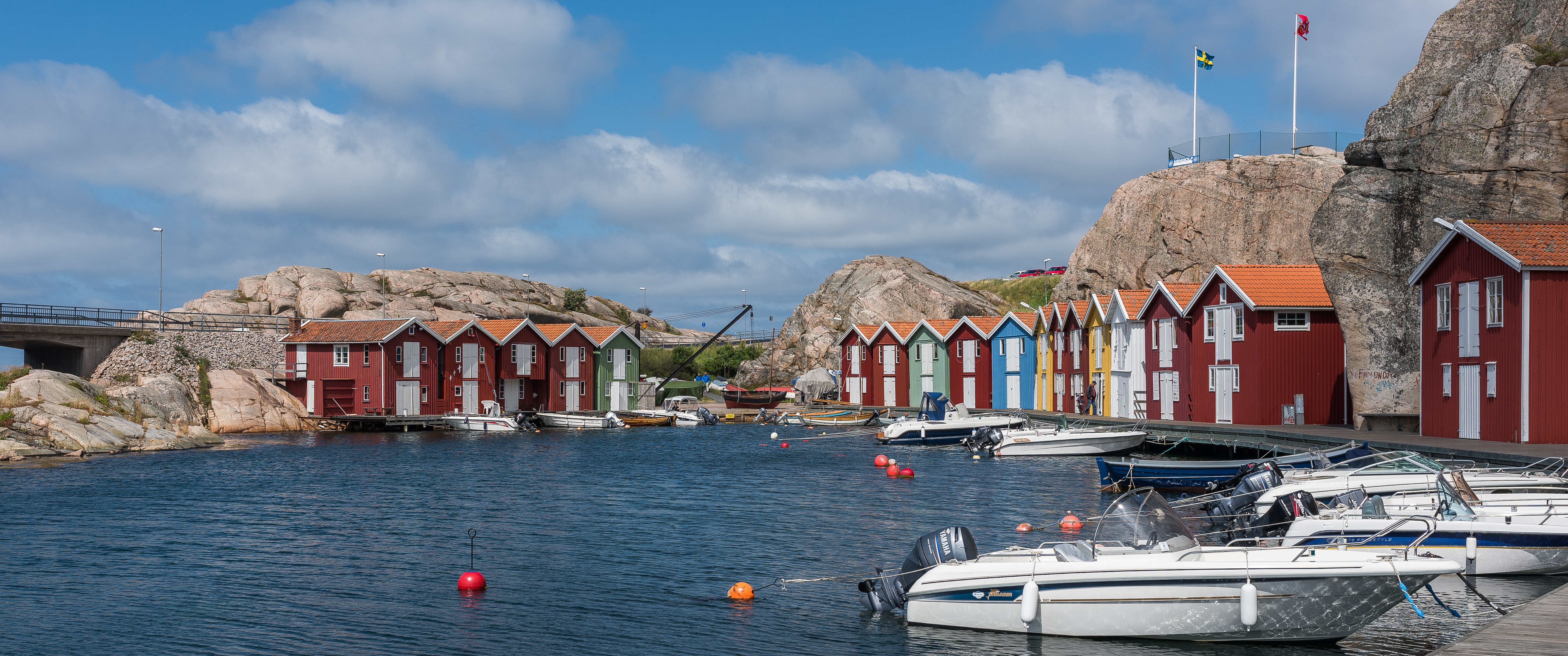
Ängebacken. Klassisk sjöbodsrad som ofta förekommit i reklamsammanhang
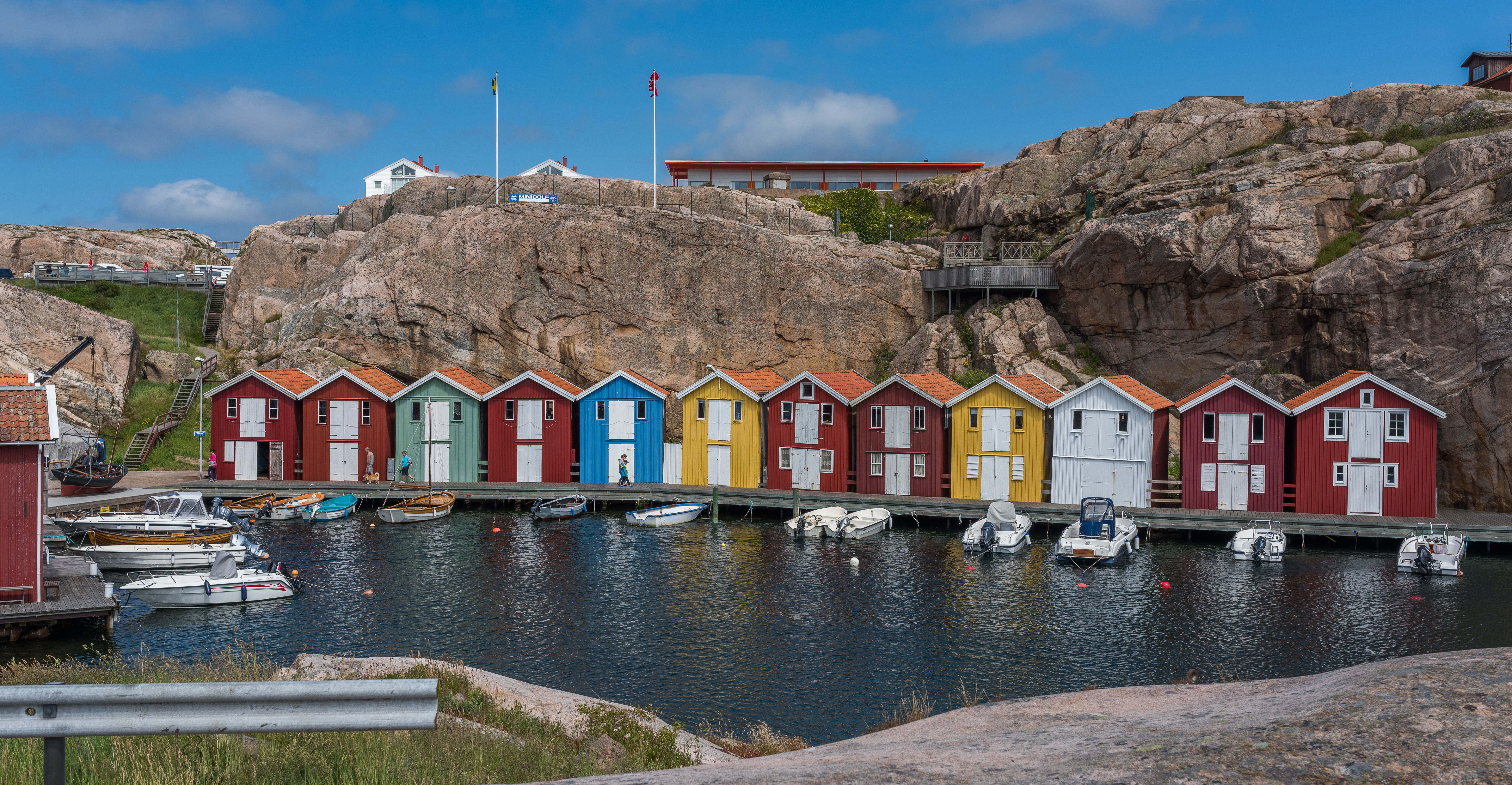
Ängebacken. Klassisk sjöbodsrad som ofta förekommit i reklamsammanhang
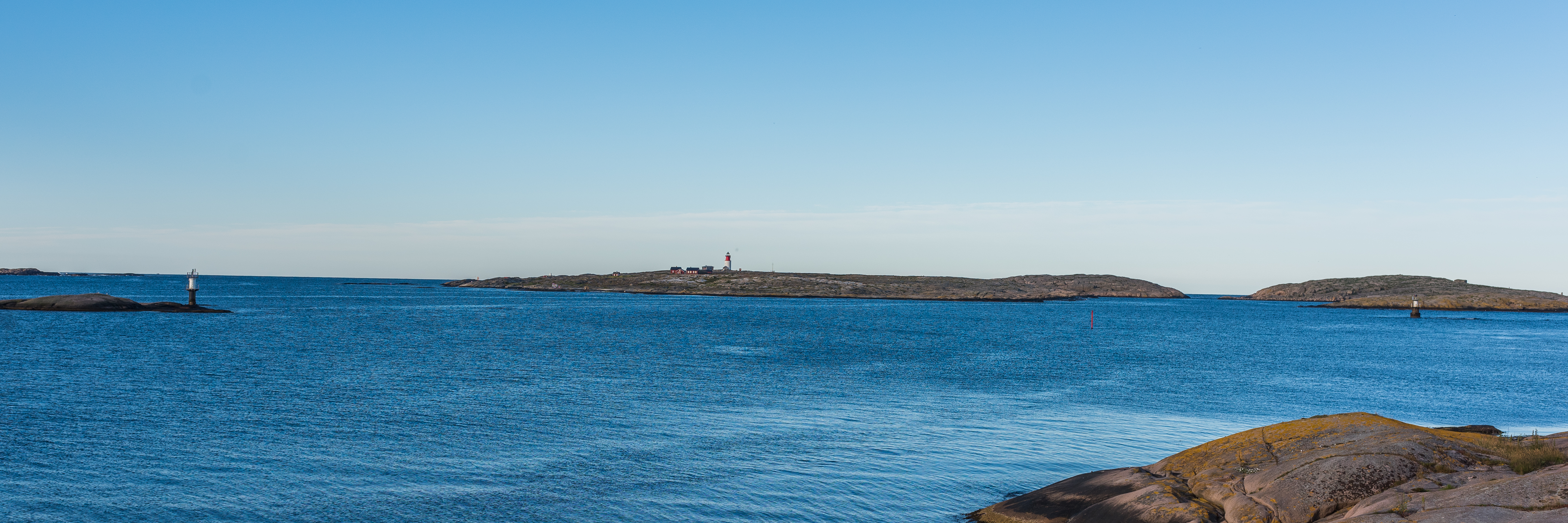
Vy över Hållö från Smögen
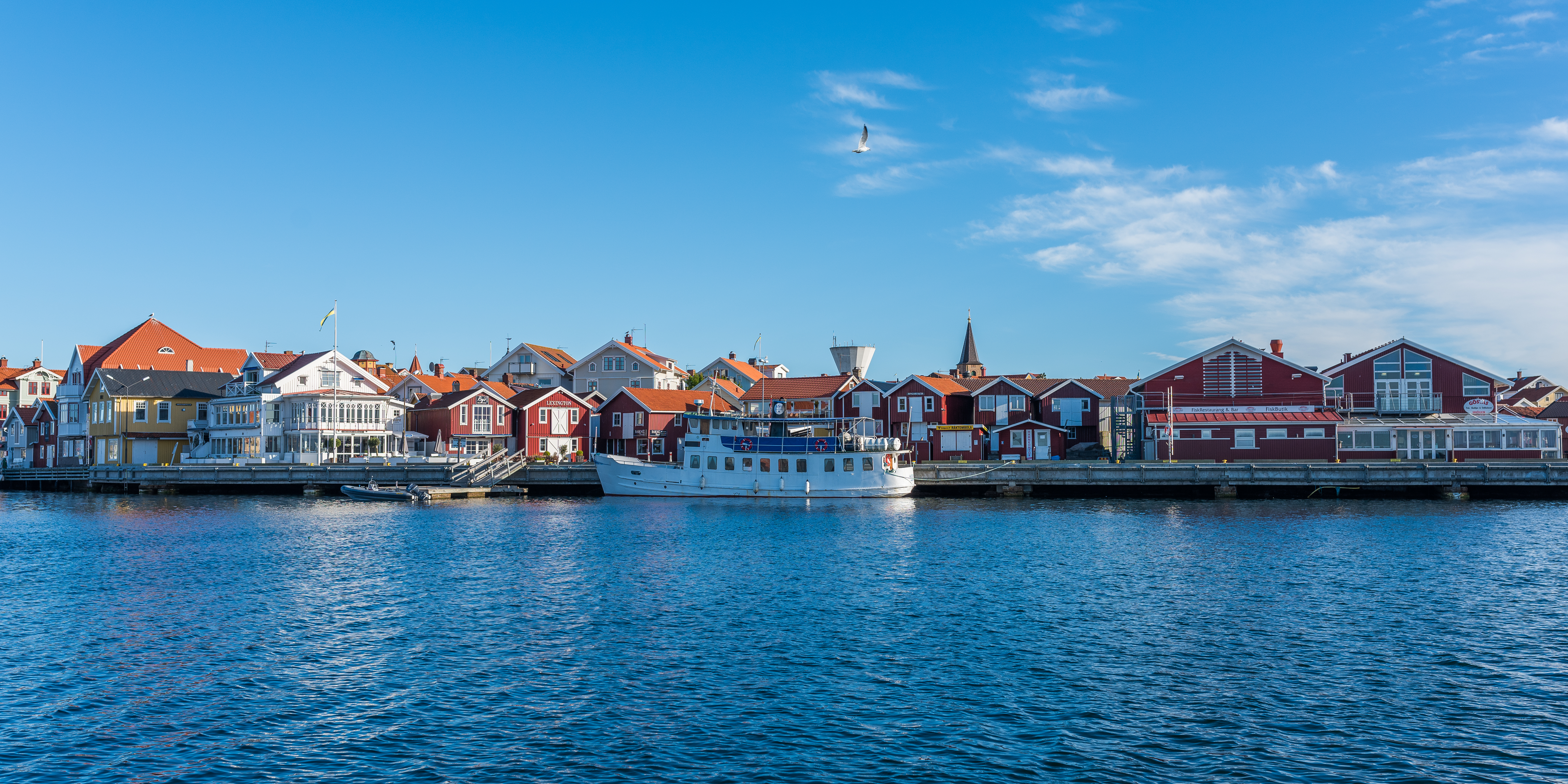
Smögens hamn, med Smögenbryggan
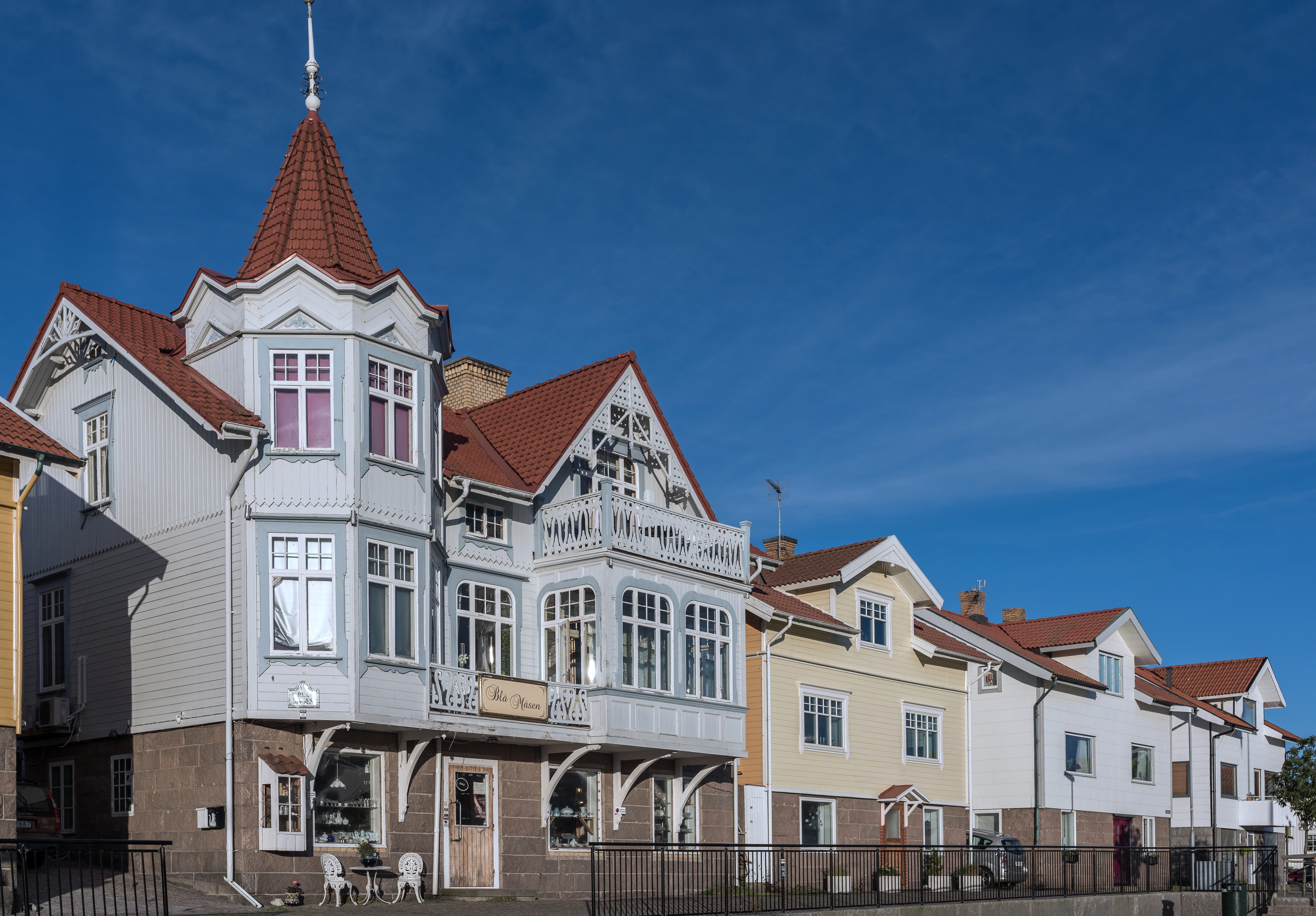
Byggnader runt Smögens torg
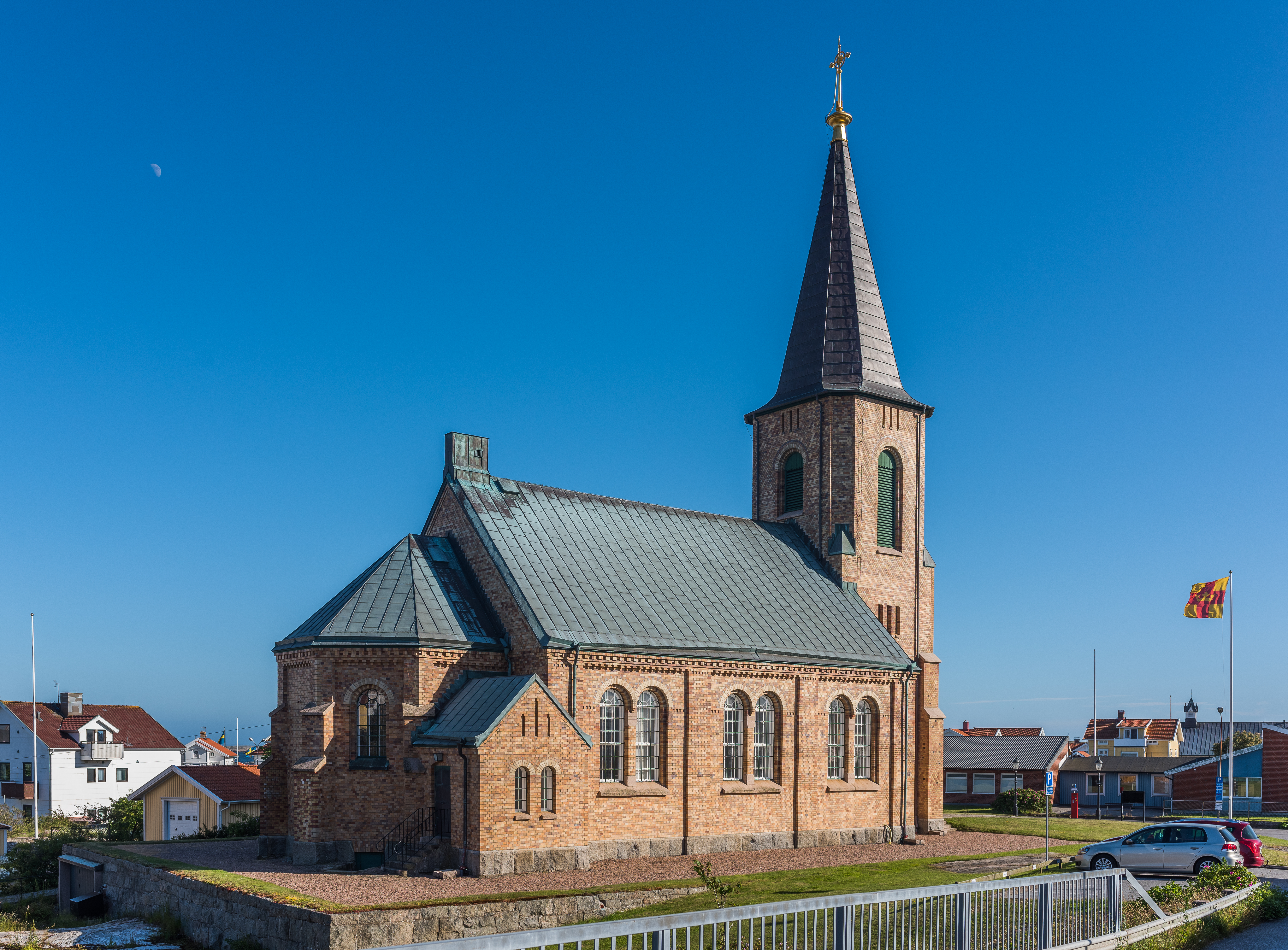
Smögens kyrka
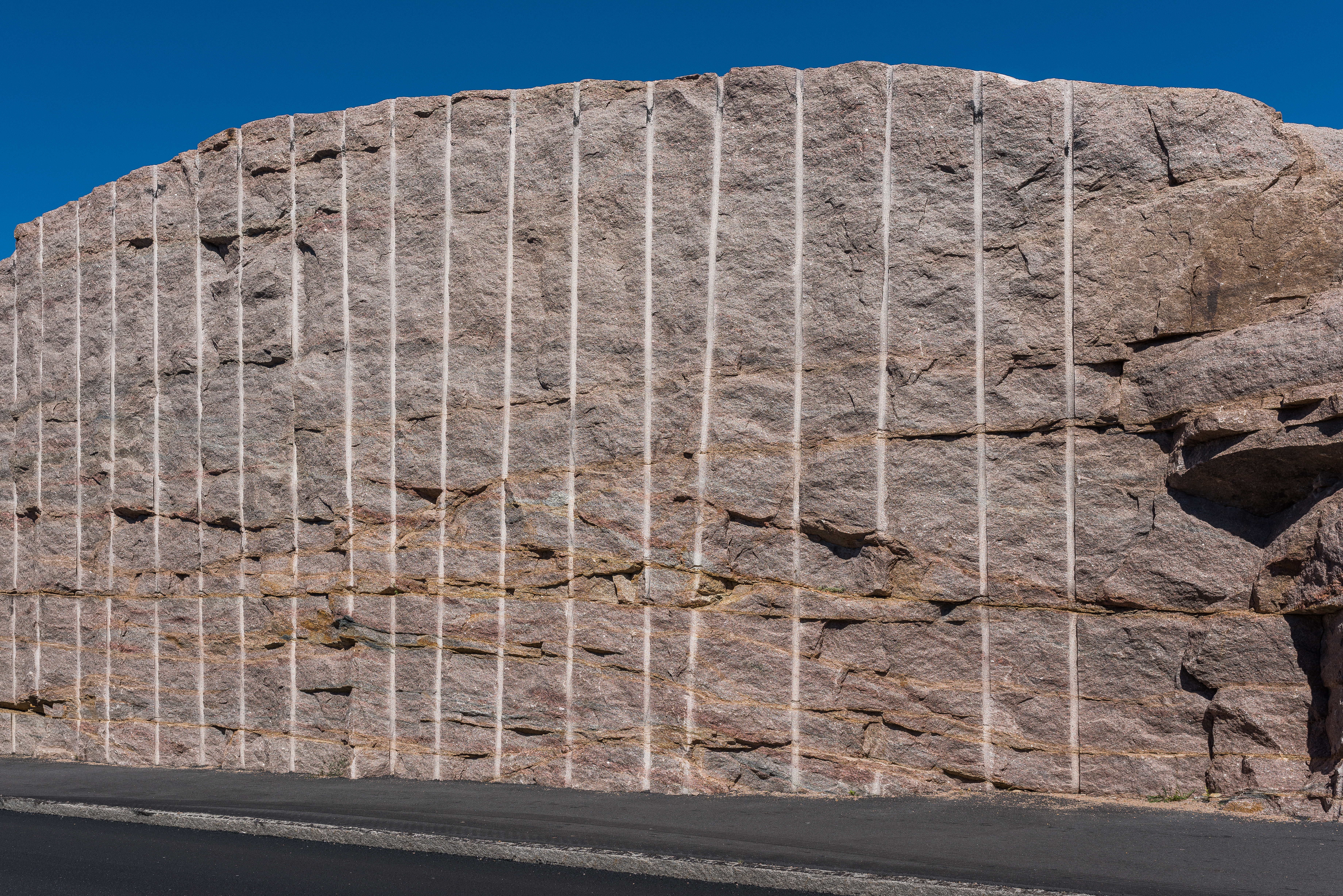
Berg som sprängdes bort för att binda ihop Smögen och Kleven med bilväg
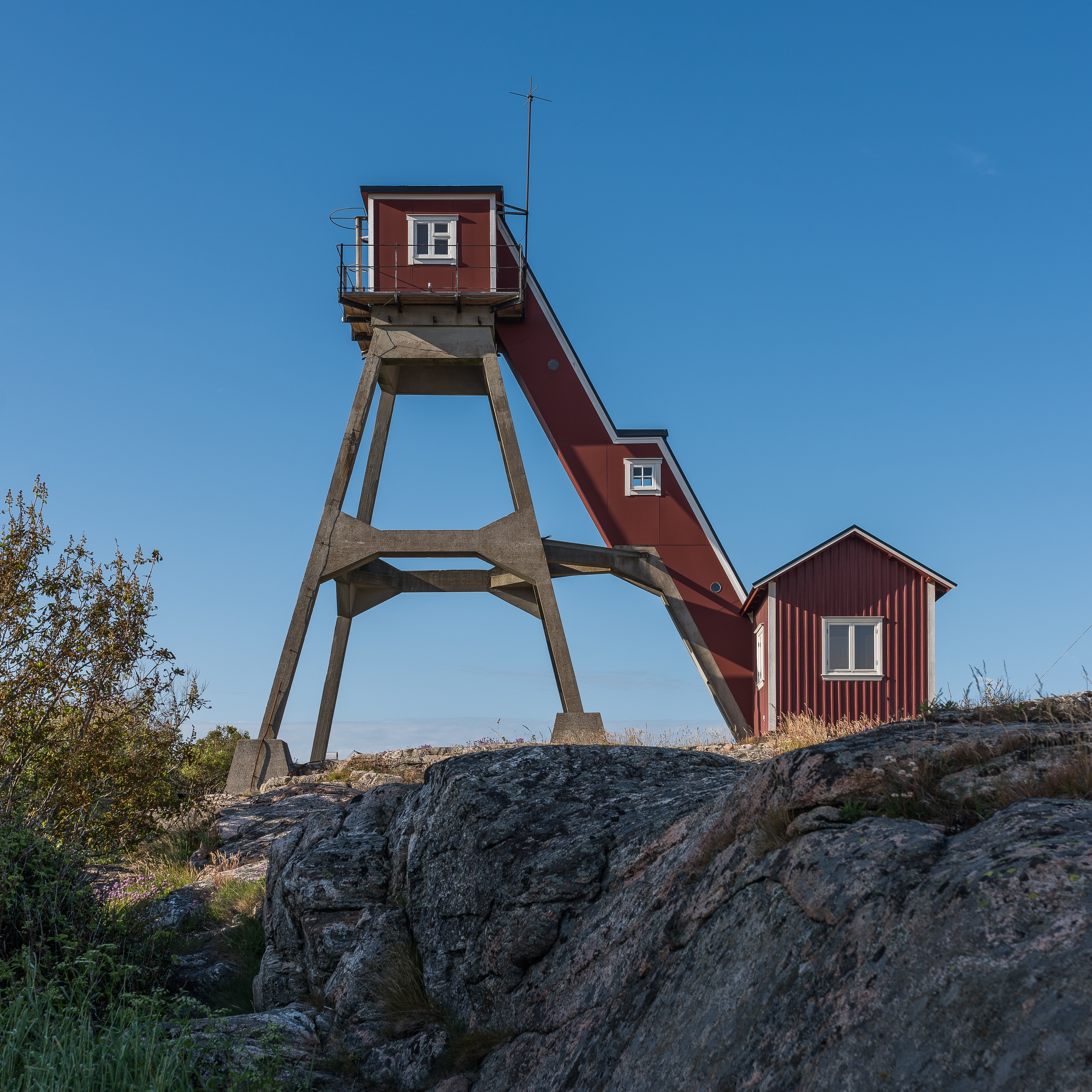
Lotsutkiken på Smögen
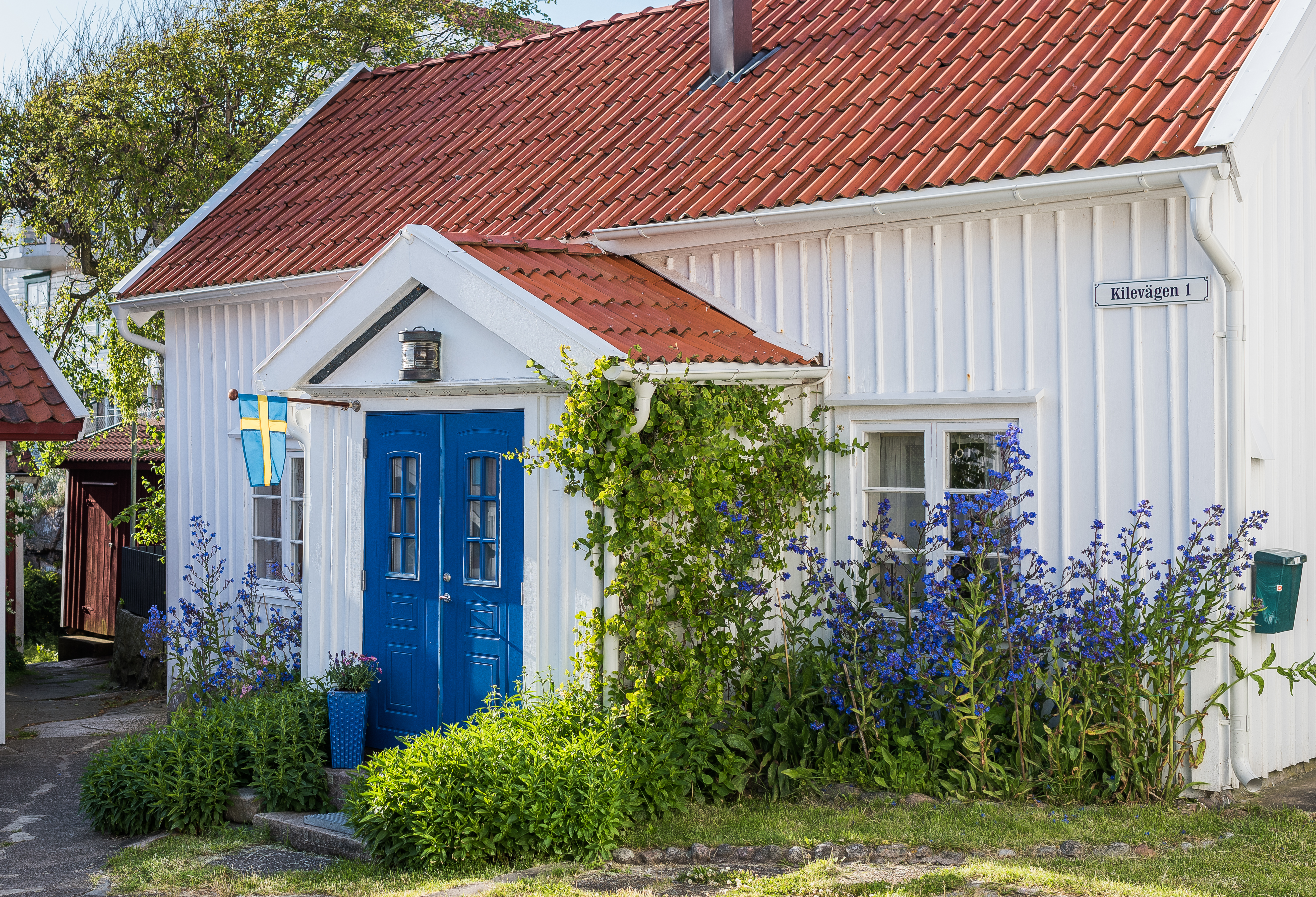
Byggnader på Smögen
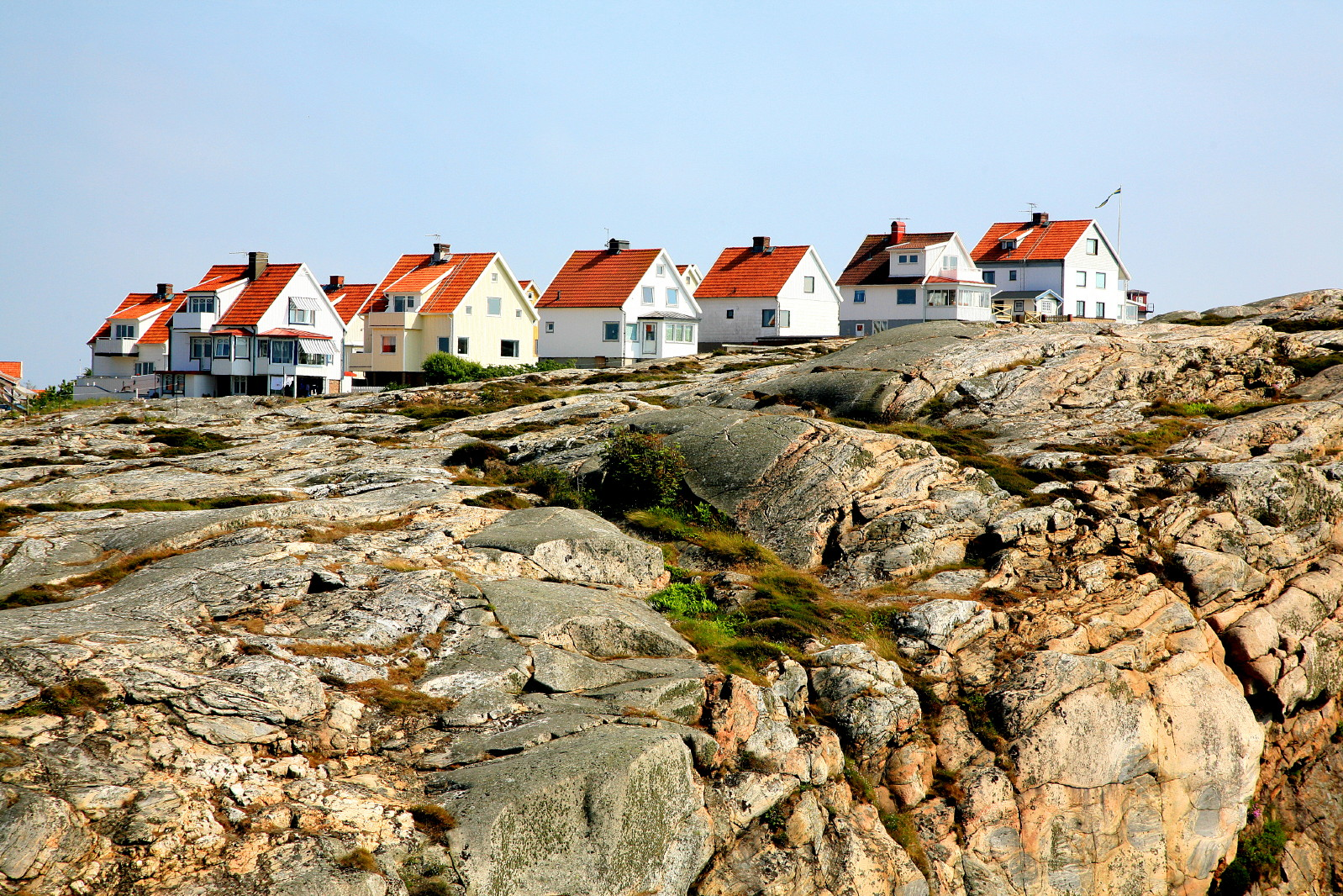
Vy över hus, sett från Makrillviken
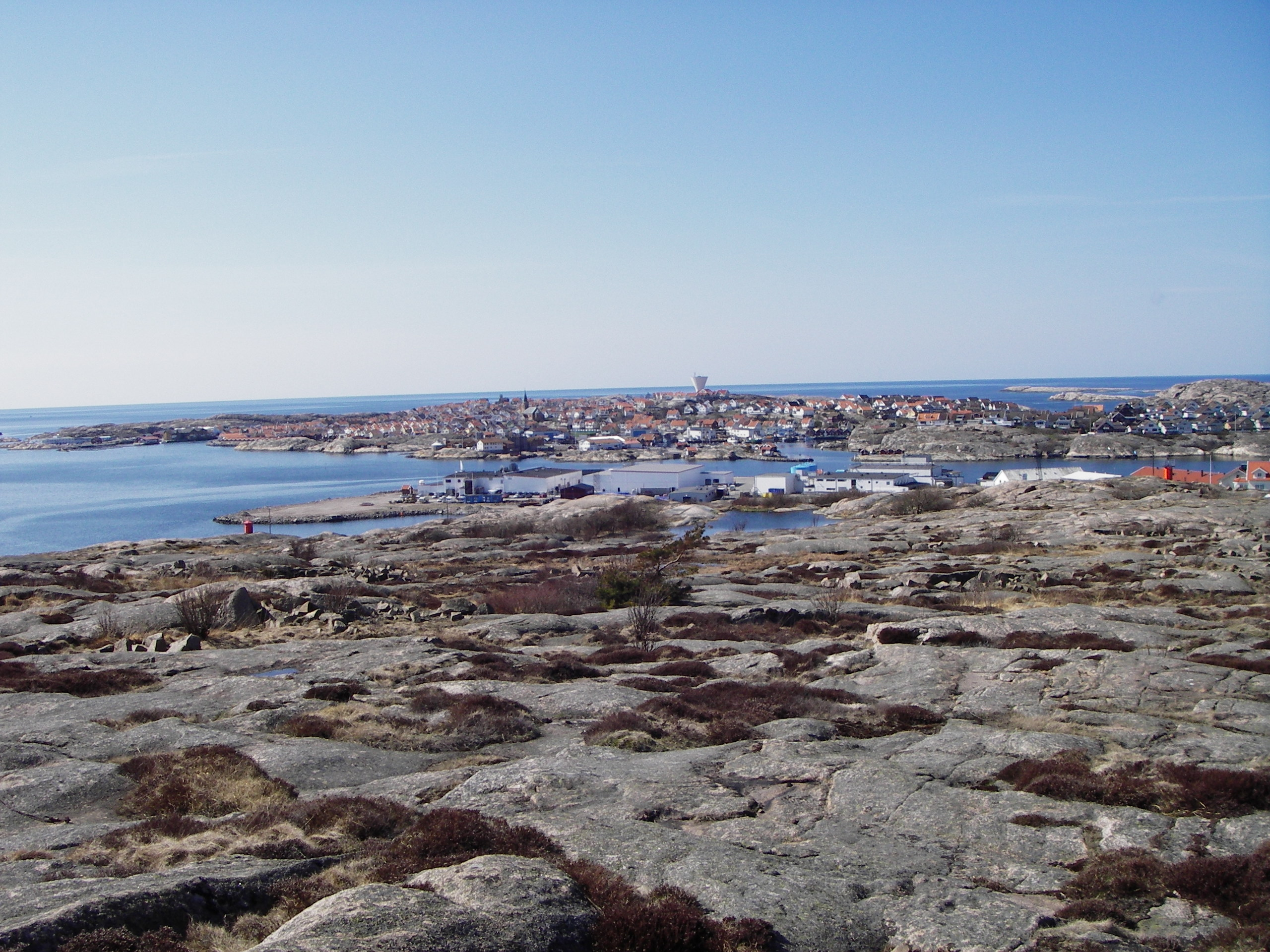
Vy över Smögen från Kungshamn
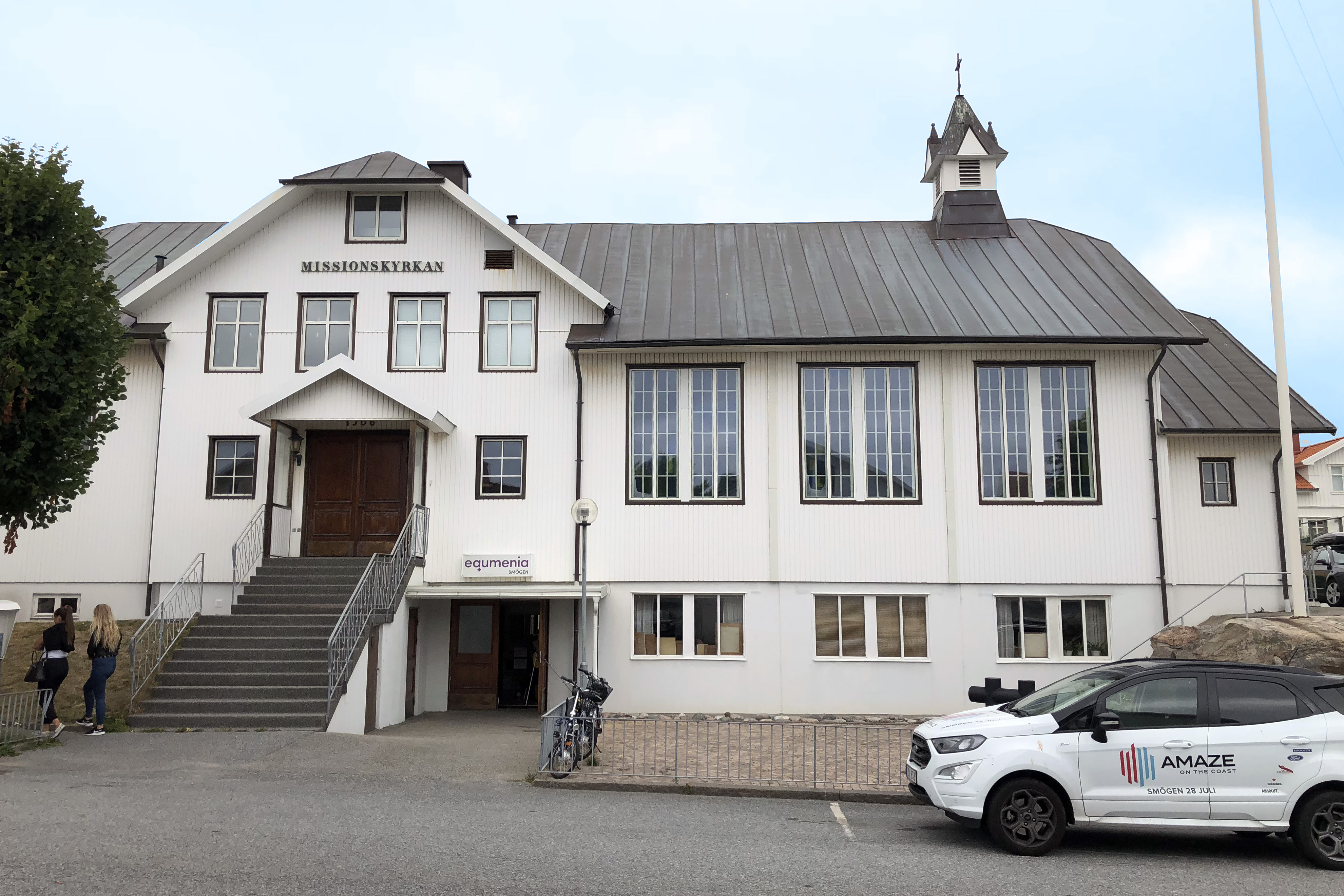
Smögens missionskyrka på centrala Smögen